# Lydia DeLucca
Pour les articles homonymes, voir That's Life!.
Lydia DeLucca (That's Life!) est une série télévisée dramatique américaine en 36 épisodes de 45 minutes créée par Diane Ruggiero dont 32 épisodes ont été diffusés entre le 1er octobre 2000 et le 26 janvier 2002 sur le réseau CBS,,,.
En France, la série fut diffusée à partir de juillet 2003 sur Téva, et en Belgique sur La Deux. Elle reste inédite dans les autres pays francophones.

## Distribution

### Acteurs principaux
- Heather Paige Kent-Dubrow (VF : Déborah Perret) : Lydia DeLucca
- Ellen Burstyn (VF : Paule Emmanuèle) : Dolly DeLucca
- Paul Sorvino (VF : Roger Carel) : Frank DeLucca
- Kevin Dillon (VF : David Krüger) : Paulie DeLucca
- Debi Mazar (VF : Julie Dumas) : Jackie O'Grady
- Kristin Bauer (VF : Véronique Desmadryl) : Candy Cooper (saison 1, 13 épisodes)
- Sonny Marinelli (en) (VF : Luc Bernard) : Lou Buttafucco (saison 1, 12 épisodes)
- Danielle Harris (VF : Barbara Villesange) : Plum Wilkinson (28 épisodes)
- Titus Welliver (VF : Maurice Decoster) : Dr Eric Hackett (17 épisodes)

### Acteurs secondaires
- Steven Eckholdt (en) (VF : Constantin Pappas) : le professeur Dwyer (saison 1)
- José Zúñiga (VF : Constantin Pappas) : Ray Orozco (saison 2)
- Jamie Luner (VF : Gaëlle Savary) : Samantha Richardson (saison 2)
- Mike McGlone (VF : Guillaume Lebon) : Pat MacClay (saison 2)

- Version française
  - Société de doublage : Mediadub International[5],[6]
  - Direction artistique : Colette Venhard[6]

 Source et légende : version française (VF) sur RS Doublage  et Doublage Séries Database

## Épisodes

### Première saison (2000-2001)
Le pilote a été diffusé en même temps que la cérémonie de fermeture des Jeux olympiques d'été de 2000 à Sydney diffusé en différé sur le réseau NBC, et les épisodes suivants le samedi soir.
1. Nouveau départ (Pilot)
2. Sous (The Screw-Up)
3. Laissez-moi vivre (Whadda You Want from Life)
4. Il est lourd mais c'est mon frère (He's Very Heavy, He's My Brother)
5. Mauvaise semaine (Bad Hair Week)
6. Conte de l'utérus (The Tell-Tale Uterus)
7. Contestation (Lydia and the Professor)
8. Prof (The Tutor)
9. Sainte Bernadette (Saint Bernadette)
10. Petite souris (When Good Ideas Go Bad)
11. Photographies (Photographs)
12. Nomades (Nomads)
13. Cœur en peine, cœur en panne (Heart Problems)
14. Rencontre d'un certain type (Touched by a Biker)
15. Erreur en la demeure (Mr Wrong)
16. La Vie est trop courte (Or What's a Heaven For?)
17. Tête de pioche (Banister Head)
18. Grande peur (Miracle at the Cucina)
19. Mariage à l'italienne (No Good Deed)

### Deuxième saison (2001-2002)
1. De la chenille au papillon (Larva)
2. Mariage en cachette (Something Battered, Something Blue)
3. C'est Hockey ! (The Devil and Miss DeLucca)
4. Rebellions (M.Y.O.B.)
5. Secrets (Bad Chemistry)
6. Recherche Plum désespérément (Boo!)
7. Meilleure des amis (Plus One)
8. Jeunes mariés (Idiots)
9. Ne portez pas n'importe quoi (Oh, Baby!)
10. Banlieue (Sex in the Suburbs)
11. Dépendances (All About Lydia)
12. Ah ! la famille… (What's Family Got to Do with It?)
13. Fenêtre sur rue (Momento)
14. Frappez avant d'entrer (Behind Closed Doors)
15. Psychologie inversée (Love's Labor)
16. Baptême (Baum's Thesis)
17. Jalousie (Gutterball)